# Битва біля Флоддена
Би́тва бі́ля Фло́ддена (англ. Battle of Flodden) (9 вересня 1513 рік) — битва на річці Тілл неподалік села Бранкстон в графстві Нортумберленд між військами Англії і Шотландії в період Італійських воєн (інколи її ще називають Бра́нкстонська би́тва — англ. Battle of Branxton). Одна з найкровопролитніших битв в історії Шотландії. В ній загинуло від п'яти до десяти тисяч шотландців, включаючи 12 графів, 15 лордів, багато вождів кланів, декілька абатів, архієпископів і сам король Шотландії Яків IV.

## Передумови
У 1509 році на англійський трон зійшов Генріх VIII. У листопаді 1511 року він приєднався до Священної ліги, союзу з Іспанією, Венецією і Римською імперією проти Франції. Генріх послав на допомогу іспанському королю, своєму тестю Фернандо II, війська, але вони були розбиті. У відповідь Генріх розпочав власну кампанію проти Франції і вторгся в країну.
Але армія Шотландії — давнього союзника французів — користуючись відсутністю Генріха, влітку 1513 року перейшла кордон і в свою чергу вторглася у Англію. Не зважаючи на те, що країни ще в 1502 році уклали мирний договір і сестра англійського короля Марґарет одружилася з королем Шотландії Яковом IV.

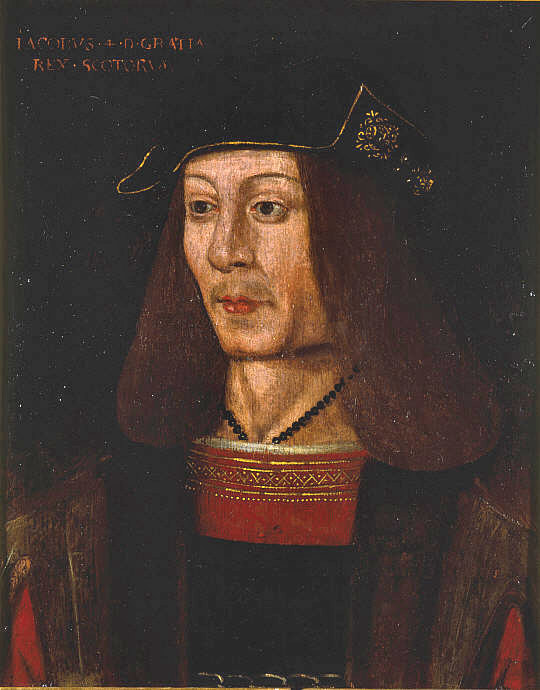
Яків IV, король Шотландії

Яків IV спочатку зібрав близько 60 000 шотландців, горців і жителів рівнин, а також 5 000 французів. Проте, доки вони йшли за Бранкстон, до 22 серпня їх чисельність скоротилася до 20-30 тисяч — через дезертирство та хвороби.
Шотландці, перетнувши англійський кордон, захопили кілька замків — Норгем, Уарк, Форд, Італ, проте просування далі вглиб Англії зупинили. Можливо, припускають історики, Яків IV не бажав широкомасштабних військових дій із Англією, а лише прагнув продемонструвати виконання Шотландією своїх союзницьких зобов'язань перед Францією.
Генріх VIII, вирушаючи в похід на Францію, оборону північних графств доручив воєначальнику Томасу Говарду, графу Суррею (пізніше — другий герцог Норфолку). Йому вдалося зібрати чисельне ополчення і, не зважаючи на дощову погоду, швидко вирушити назустріч шотландцям. Одночасно англійський флот адмірала Говарда, сина графа Суррея, підвіз англійським військам легку артилерію.

## Розташування сторін
До ранку 9 вересня 1513 року шотландські війська розташувалися в добре укріпленому таборі на західному березі річки Тіл в Нортумберленді. Англійська армія, просуваючись по східному берегу річки, несподівано для шотландців форсувала Тіл і почала наступ. Шотландська армія була вимушена залишити свій табір і зайняти висоти біля Флодденських пагорбів. Чисельність армій супротивників була приблизно рівною — по 20-25 тисяч воїнів, проте якщо артилерія шотландців була важкою для маневрування, то англійці мали в своєму розпорядженні легкі корабельні гармати, що за кількістю значно перевищували шотландські.

## Хід битви

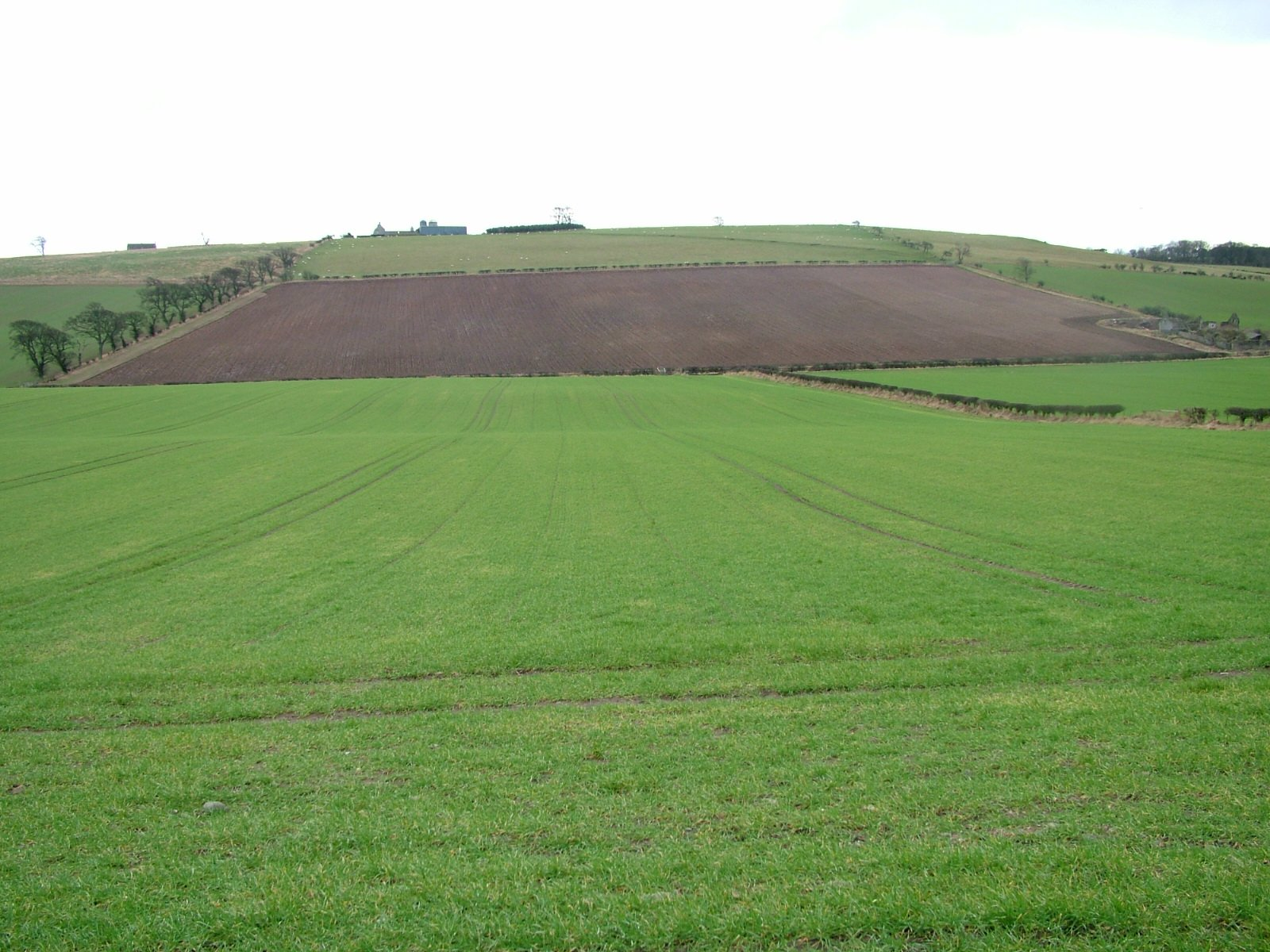
Флодденські пагорби.
Сучасний вигляд західної сторони поля бою.
Шотландці і англійці зіштовхнулися на лузі.

Битва почалася опівдні — артилерійською перестрілкою. Шотландці зайняли вигідну позицію на Флодденському пагорбі, але англійці мали кращу зброю і артилерію. Легкі і точні англійські гармати швидко розбомбили громіздку артилерію шотландців, що змусило останніх залишити висоти і почати атаку.
Яків IV не захотів просто командувати військами: він одним з перших кинувся в бій, чим змусив інші загони на власний розсуд визначати стратегію і тактику своєї участі в битві. Але в умовах дощу і слизоти лучники та кіннота були даремні і битва швидко перетворилася на рукопашну. Шотландські лицарі були озброєні довгими списами, які в умовах пересіченої місцевості виявилися неефективною зброєю.
Лівий фланг шотландців під командуванням графа Гантлі відкинув англійський загін. Гірські загони графа Арґайла і Леннокса на правому фланзі були розбиті. Ліве крило англійців під командуванням Стенлі обійшло шотландців з заходу і відкрило артилерійський вогонь. Король Яків IV, що очолював центр шотландської армії, був убитий англійськими списоносцями.
Лише пізно вночі битва завершилася. Шотландська армія була повністю розбита: було убито до 10 тисяч шотландців, що принаймні втричі перевищувало чисельність загиблих англійців. Крім короля Якова IV, поліг його син Олександр Стюарт, графи Арґайл, Леннокс, Ботвелл та інші — провідні постаті шотландського лицарства.
Катерина Арагонська, дружина Генріха VIII, яку той на час своєї відсутності залишив регенткою Англії, дуже пишалася перемогою під Флодденом. Вона навіть відіслала королю подарунок — закривавлену сорочку Якова IV.

## Значення битви
Для шотландців Флодден став повною катастрофою, в якій загинули багато визначних представників країни, включаючи 12 графів, 15 лордів, безліч вождів кланів, декілька абатів, архієпископів і сам король Шотландії Яків IV. Для англійців це була велика перемога, яка звела шотландську загрозу майже нанівець, хоча прикордонне протистояння продовжувалося ще три роки.
Після битви шотландський трон успадкував Яків V. Він зайняв щодо Англії ворожу позицію, хоча і доводився племінником її королю. Народ і церква Шотландії були готові підтримати свого юного короля у відновленні війни, але поразка біля Солуей-Моссе в 1542 році звела Якова V в могилу.
У військовій історії Флодден називають прикладом «ще одного протистояння великого англійського лука і шотландського списа». Це була остання значна битва, в якій широко використовувався відомий англійський довгий лук, і одна з перших, в якій артилерія зіграла вирішальну роль.